# Pteronotus macleayii
Pteronotus macleayii is een zoogdier uit de familie van de plooilipvleermuizen (Mormoopidae). De wetenschappelijke naam van de soort werd voor het eerst geldig gepubliceerd door Gray in 1839.

## Voorkomen
De soort komt voor in Cuba en Jamaica.